# Botrány Belgraviában
A Botrány Belgraviában a Sherlock című televíziós sorozat negyedik epizódja, a második évad első része, amelyet 2012. január 1-jén mutattak be a BBC-n. 
A sztori nagy vonalakban megegyezik Sir Arthur Conan Doyle Botrány Csehországban című történetével. Sherlock Holmes ezúttal a dominatrix Irene Adlerrel kerül szembe, akinek kompromittáló adatai vannak a királyi család egyik nőtagjáról a telefonján. Az epizód arról szól, hogy miközben a nőre többen is vadásznak, meg kell fejteni a telefon PIN-kódját a belépéshez. Az epizód jórészt pozitív kritikákat kapott, de sokan kritizálták Irene Adler meztelen megjelenését, amely főműsoridőben vetített sorozatnál szokatlan.

## Cselekmény
Az epizód egy flashbackkel indul az előző részből: Sherlock és John szorult helyzetben vannak, miután Moriarty épp végezni készül velük a bérgyilkosaival az uszodában. Sherlock azonban egy hirtelen ötlettől vezérelve úgy dönt, hogy megcélozza a detonátorokkal felszerelt mellényt, így kívánván előnybe kerülni. Végül, a feszültség csúcspontján, amikor már éppen lőne valamelyikük, megszólal Moriarty telefonja (melynek a csengőhangja ironikus módon a Bee Geestől a Stayin’ Alive). Moriarty felveszi, és nagyon dühös lesz a hívóra, miután az rossz híreket közöl vele, ezt követően távozik.
Sherlock és Watson a sikeres nyomozásaiknak köszönhetően igazi jelenségek lesznek: John blogja népszerű az interneten, ez pedig Sherlock hírnevét öregbíti. Mikor épp egy eseten dolgoznak, Mycroft jön értük, aki a Buckingham-palotába viszi őket. Elmondja, hogy egy dominatrix, bizonyos Irene Adler (akit csak „A Nő” néven emlegetnek) kompromittáló fényképeket készített saját magáról és a királyi család egyik nőtagjáról. Mycroft azt akarja, hogy a haza érdekében szerezzék meg a nő telefonját. El is mennek hozzá, és trükkös módon akarnak bejutni, ám Irene már várja őket: ráadásul teljesen meztelenül, hogy Sherlock ne tudjon véletlenül se semmilyen árulkodó részletet felfedezni rajta. Ők mégis túljárnak az eszén: egy hamis tűzriadót keltenek, így Sherlock rájön, hogy hol a nő széfje, amiben a telefonját őrzi. Ebben a pillanatban váratlanul megjelenik a CIA, akik követelik, hogy nyissa ki a széfet. Ezt meg is teszi, és a beépített csapda figyelemelterelését kihasználva megszerzi a telefont. Nem sokáig örülhet neki: Irene elkábítja, elveszi tőle, majd lelép.
Valamivel később, karácsony este Sherlock egy SMS-ből megtudja, hogy Irene eljuttatta hozzá a telefonját, amihez egy négyjegyű jelszót kell megadni, hogy hozzáférjen az adatokhoz. Azt is megtudja, hogy a nőt holtnak fogják nyilvánítani, miután hamarosan meghal. Egy héttel később, szilveszter este Johnt egy ismeretlen kapcsolattartó egy erőműhöz viszi, ahol találkozik Irene-nel. Sherlock, aki követte őt, ekkor jön rá, hogy a nő megrendezte a saját halálát, hogy elrejtőzzön. Mikor hazaérnek, döbbenten látják, hogy a CIA túszul ejtette Mrs. Hudsont, ezért Sherlock a vezetőjüket, Nielsont dühében kilöki az ablakon. Később Irene azzal keresi meg Sherlockot, hogy még mindig üldözik, és segítenie kell megfejtenie egy kódot, különben megölik. Sherlock sikeresen megfejti azt, amiről kiderül, hogy egy utasszállító repülőgép egy bizonyos járatának ülésszáma. A megfejtett kódot Irene továbbküldi Moriartynak, aki pedig rögtön megüzeni Mycroftnak, hogy rájöttek a Védelmi Minisztérium mesterkedésére, miszerint a gépet terroristák akarták volna felrobbantani.
Mycroft meg is mutatja Sherlocknak, hogy mi értelme is van ennek az elterelő hadműveletnek: egy repülőgépet megtöltöttek holttestekkel, és ezt röptették volna a magasba, ily módon tudtak volna túljárni a terroristák eszén. Ám mivel Sherlock megfejtette a kódot Irene kérésére, így már lelepleződtek, és nem tudják megvalósítani a tervet. Irene teljes körű védelmet követel Mycrofttól, cserébe a telefon tartalmát ígéri. Erre azonban már nincs szükség: Sherlock leleplezi a gyenge pontját, ami szerény személye: miután egy óvatlan alkalommal megmérte a nő pulzusát, megtudta, hogy a nő gyengéd érzelmeket táplál iránta, amire addig sosem volt példa. Ebből kikövetkezteti, hogy a telefon jelszava nem lehet más, mint „I AM SHER-LOCKED” (’Sherlocké vagyok’). Az összetört Irene ezután hiába kér bármit, nem teljesítik.
Néhány hónappal később Mycroft tájékoztatja Johnt, hogy Irene-t lefejezték a terroristák Pakisztánban, de ezt nem meri megmondani Sherlocknak – inkább azt hazudja neki, hogy a nő tanúvédelmi programban Amerikába került, és soha többé nem találkozhatnak. Nem sejti, hogy öccse tudja az igazat, sőt: ő maga ment el Pakisztánba, hogy megmentse a nőt.

## Érdekességek
- John Watson blogjában a különféle esetek címei a Sherlock Holmes-történetek címeire hasonlítanak. Ilyen közülük a The Geek Interpreter (A görcs képregénytolmács, ami A görög tolmácsra utal), és a The Speckled Blonde (A pettyes szőke punk, ami pedig A pettyes pántra).
- Ugyancsak ebben a részben derül ki, hogy John középső neve Hamish.
- A rajongók elől való menekülés fontos eszközévé válik egy vadászsapka, amelyet Sherlock a fejére húz, hogy megkímélje magát a fotósoktól. Ez az első alkalom, hogy ilyet visel, melyet a klasszikus Sherlock Holmes is viselt az eredeti történetekben. Továbbá most láthatjuk Holmest hegedülni is.
- Az epizódban elhangzik a "vatikáni ékszerlopás" (Vatican Cameos) kifejezés, amikor Sherlock kinyitja Irene Adler széfét. A látszólag értelmetlen mondat egy rejtett üzenet, amely annyit jelent, hogy John vágja magát hasra, mert veszélyes a helyzet. Ez utalás az egyik Sherlock-történetre, amelyet nem filmesítettek meg, a kifejezés abban szerepelt.

## Forgatás
Az epizódban Lara Pulver színésznő alakítja Irene Adlert, akit a Titkos szolgálat – MI-5 című sorozat forgatása után közvetlenül igazoltak le. Benedict Cumberbatch, hogy karaktere hitelesen tudjon hegedülni a sorozatban, leckéket vett Eos Chatertől. Noha igazából mindvégig a művész játékát hallhatjuk, a filmen meg kellett teremteni az illúzióját annak, hogy Sherlock játszik. A forgatás során a két művésznek egyszerre kellett játszania, figyelve a másikra, hogy a mozdulatok szinkronban maradjanak.